# NGC 3545
NGC 3545 est une paire de galaxies elliptiques relativement éloignée et située dans la constellation de la Grande Ourse. NGC 3545 a été découverte par l'astronome français Édouard Stephan en 1884.

## Caractéristiques
Sa vitesse par rapport au fond diffus cosmologique est de 9 084 ± 19 km/s, ce qui correspond à une distance de Hubble de 134,0 ± 9,4 Mpc (∼437 millions d'al).
La galaxie la plus au sud est PGC 33894 (NGC 3545A) et celle au nord est PGC 33893 (NGC 3545B). Les caractéristiques de ces deux galaxies sont presque identiques et sont décrites sur leur page.